# Rhinoceros 3D
Rhinoceros (krátce Rhino) je 3D grafický a CAD software pro modelování prostorových objektů založený na matematicky precizním modelu NURBS, ale také s podporou pro polygonové sítě. Využívá se především v odvětvích designu a architektury pro návrh, vizualizaci a computer-aided manufacturing (CAM).

## Používané soubory
Programu používá vlastní formát souboru *.3dm.
Dále umí zpracovat téměř všechny možné formáty vektorové grafiky, mimo jiné například *.dwg, *.dxf, *.3ds, *.skp a další.
Modely umí exportovat mimo jiné do formátu *.kml, který používá aplikace Google Earth.

## Použití programu
Program umožňuje vytvářet libovolné modely díky mnoha nástrojům. Například pokročilé deformace těles, možnosti světel, vytvoření virtuálního modelu z fotografií, nechybí booleovské operace s tělesy a mnoho dalšího.

## Zásuvné moduly
Program podporuje mnoho plug-inů (ve formátu *.rhp a *.dll). Jsou to nástroje pro renderování a pro další možné funkce programu.
Rendrovací programy pro Rhinoceros:
- Maxwell
- Brazil
- Flamingo
- V-ray